# La gran aventura del dofí Winter
La gran aventura del dofí Winter —en la versió original Dolphin Tale— és un drama familiar nord-americà de 2011 dirigit per Charles Martin Smith i protagonitzat per Morgan Freeman i Ashley Judd. L'argument de la pel·lícula està basat en el llibre Dolphin Tale: The Junior Novel i en la vertadera història de Winter, un dofí mular que va ser rescatat el desembre de 2005 davant de les costes de Florida. La Winter havia perdut la seva cua després d'enredar-se amb les cordes d'una trampa per crancs i va ser acollit per l'aquari Clearwater Marine Aquarium on se li va fer una pròtesi per poder nedar. S'ha doblat i subtitulat al català.
La pel·lícula explica la història d'un jove que troba un dofí ferit per una trampa per crancs a la platja del seu poble i li busca ajuda perquè pugui refer la seva vida. Així, s'hi veu implicat Clay Haskett, un veterinari que salva mamífers aquàtics i que l'acull a l'aquari-hospital que dirigeix, i el Dr. Cameron McCarthy, que intenta crear una pròtesi pel dofí.
El 18 de juliol de 2013 es va anunciar que hi hauria una continuació de la pel·lícula (també basada en la vida actual de la Winter). La seva estrena està prevista pel 12 de setembre de 2014.

## Argument
La pel·lícula comença amb un grup de dofins al mar sent seguits per una embarcació que pesca crancs mentre tornen a llançar al mar la trampa després de buidar-ne el contingut al vaixell.
Seguidament, veiem com en Sawyer Nelson (Nathan Gamble) un noiet d'11 anys va en bicicleta per la vora de la platja quan un pescador (Richard Libertini), li demana ajuda després de trobar a la costa una dofí mular ferida i atrapada en una trampa per a crancs. El grup de rescat de l'Hospital Marí de Clearwater, dirigit pel dr. Clay Haskett (Harry Conninck Jr.), arriba al lloc del inicident i s'emporten la dofí per donar-li el tractament necessari. La filla d'11 anys del doctor, la Hazel (Cozi Zuehlsdorff), bateja la dofí amb el nom de Winter (Hivern) per dos dofins anteriors, Summer (Estiu) i Autumn (Tardor), que van ser curats i van poder tornar al seu hàbitat natural. Creu que el nom ajudarà a la Winter a seguir la tradició i poder tornar al mar. La Hazel permet a en Sawyer veure a la Winter. Al Clay no li fa gràcia perquè el noi no està entrenat per a la cura d'animals marins, però després d'adonar-se de la relació entre la dofí i el noi li permet visitar-la. Aviat, en Sawyer, que s'havia inscrit a l'escola d'estiu a causa de les seves baixes notes acadèmiques, deixa d'anar a classe i comença a passar tot el seu temps a l'Hospital Marí. Quan la seva mare Lorraine (Ashley Judd) s'assabenta d'això s'enfada, però en veure com el seu fill està començant a mostrar interès i emoció per primer cop d'ençà que el seu pare els abandonés cinc anys enrere, li permet anar de voluntari a l'hospital.
Malhauradament, la cua de la Winter està molt malmesa i li amputen. La Winter aprèn a nadar per si mateixa sense la cua movent el seu cos de costat a costat (com un tauró), però una radiografia revela que aquest moviment no natural per a un dofí li està causant tensió a la columna vertebral, el que podria dur-la a la mort. Mentrestant, Kyle Connellan (Austin Stowell), cosí d'en Sawyer i un excampió de natació, és ingressat a l'hospital amb la cama dreta molt danyada a causa d'una explosió. Després d'algun temps a l'hospital, li permeten tornar a casa on li preparen una festa de benvinguda, però en Kyle està deprimit i prefereix anar directament al Centre Mèdic per a Veterans. En Sawyer i la seva mare van a visitar-lo mentre està a la consulta amb el dr. Cameron McCarthy (Morgan Freeman) al laboratori de protesis. En Kyle se sent avergonyit i els demana que marxin, això molesta en Sawyer i li etziba que la seva família també ho està passant malament. En Kyle s'ho repensa i va a donar un vol amb el seu cosí, parlen de la seva cama i de les possibilitats que torni a caminar. Abans de marxar, en Sawyer es troba al dr. McCarthy als jardins de l'hospital i li pregunta sobre una pròtesi per a la cua d'un dofí. Malgrat que li sembla una bogeria, el doctor es compromet a treballar en el projecte durant les seves pròximes vacances i convenç al seu proveedor de pròtesis (Hanger Prosthetics and Orthotics, que proveeix la cua de la Winter a la realitat), per a subministrar les peces sense cap cost. El dr. McCarthy fabrica una primera pròtesi casolana mentre esperen la real, però la Winter la rebutja i la destrossa colpejant-la contra la paret de la piscina.
Poc després, l'Hospital Marí de Clearwater, ja en perill financer, es troba seriament danyat pel pas de l'huracà Leroy. El Consell Administratiu acorda tancar-lo, vendre les terres a un promotor immobiliari i trobar llar a tots els animals a excepció de la Winter, que a causa de la seva condició no és acceptada per cap aquari i ha de ser sacrificada. Per sort, després d'una trobada casual entre la Winter i una mare i la seva filla discapacitada (li falta una cama i va en cadira de rodes) que s'assabenten de la història de la Winter i decideixen conduir 8 hores des d'Atlanta fins a Florida per poder conèixer-la, el Sawyer s'adona del poder mediàtic de l'animal. Al Sawyer se li ocorre un pla per a poder salvar la Winter i l'Hospital Marí, crear el Dia de la Winter per atreure gent i recaudar fons. Al Clay primer no li agrada la idea per considerar-la poc realista, però després de parlar amb el seu pare Reed (Kris Kristofferson) ho reconsidera. Per ajudar, en Kyle proposa una carrera contra Donovan Peck Michael Roark), l'actual campió de natació local de l'escola preparatoria i que va trencar quasi tots els rècords estatals de natació d'en Kyle. També recluta la Sandra Sinclair (Ashley White), una amiga i reportera del canal de televsió Bay News 9, qui promou l'esdeveniment i la història de la Winter per la televisió.
La nova cua per fi arriba, malgrat tot la Winter també la rebutja. En Sawyer descobreix que la Winter no està pas rebutjant la cua artificial, sinó la funda que posen a la seva pell per a poder col·locar la pròtesi perquè irrita la seva sensible pell. Al dr. McCarthy se li ocorre una alternativa: utilitzar un mitjó d'una espècie de gel que el doctor anomena gel de Winter (nom real del producte que va ser desenvolupat i utilitzat per a fixar les pròtesis de la Winter). Finalment el Dia de salvar la Winter arriba, la nova pròtesi és col·locada, la dofí primer la rebutja, però al cap d'uns moments l'accepta i torna a nadar amb cua per primer cop.
Durant el Dia de salvar la Winter, el professor Doyle (Ray McKinnon) de l'escola d'estiu d'en Sawyer parla amb la Lorreine i accepta convalidar el curs d'estiu a en Sawyer amb la seva feina a l'Hospital Marí i una redacció que el noi va presentar. El pescador que inicialment va descobrir la Winter a la platja fa un donatiu dient "la Winter i jo som vells amics". El consell s'assabenta que el negoci de venda de l'hospital està tancat, però el comprador, que ha assistit a l'esdeveniment amb les seves netes, està d'acord amb permetre que l'Hospital Marí es mantingui obert i es compromet a recolzar-lo econòmicament.
Al final de la pel·lícula es mostren imatges documentals reals del rescat de la Winter, diverses de les cues protèsiques que ella ha emprat i escenes de persones reals amputades i discapacitades que han visitat la Winter a l'Aquari Marí de Clearwater.

## Actors
- Winter: Winter, la dofí mular s'interpreta a si mateixa. És una dofí que perd la seva cua i lluita per aconseguir adaptar-se a una pròtesi i tornar a nadar.
- Nathan Gamble: Sawyer Nelson, un noi d'11 anys que troba la Winter i l'allibera de la trampa de crancs. Es converteix en el millor amic de la Winter.
- Cozi Zuehlsdorff: Hazel Haskett, una noia d'11 anys, filla d'en Clay. Es fa molt amiga d'en Sawyer i junts cuiden de la Winter.
- Harry Connick Jr.: Dr. Clay Haskett, el director de l'Hospital Marí de Clearwater i el pare de la Hazel.
- Ashley Judd: Lorraine Nelson, la mare d'en Sawyer i una enfermera.
- Morgan Freeman: Dr. Cameron McCarthy, un dissenyador de pròtesis i el doctor d'en Kyle a l'hospital de veterans.
- Kris Kristofferson: Reed Haskett, el pare d'en Clay i avi de la Hazel.
- Austin Stowell: Kyle Connellan, el cosí d'en Sawyer. Arràn d'una explosió queda greuement ferit de la cama.
- Frances Sternhagen: Gloria Forrest
- Austin Highsmith: Phoebe, entrenadora a l'Hospital Marí Clearwater.
- Betsy Landin: Kat, treballadora a l'Hospital Marí Clearwater.
- Jim Fitzpatrick: Max Connellan, el pare d'en Kyle i tiet d'en Sawyer.
- Ray McKinnon: Mr. Doyle, el professor d'en Sawyer.

## Veus
| Personatge           | Actor original         | Versió catalana ·     |
| -------------------- | ---------------------- | --------------------- |
| Dr. Clay Haskett     | Harry Connick Jr.      | Sergi Zamora          |
| Lorraine Nelson      | Ashley Judd            | Mercè Montalà         |
| Sawyer Nelson        | Nathan Gamble          |                       |
| Reed Haskett         | Kris Kristofferson (I) | Lluís Marco           |
| Hazel Haskett        | Cozi Zuehlsdorff       |                       |
| Dr. Cameron McCarthy | Morgan Freeman         | Joan Crosas           |
| Kyle Connellan       | Austin Stowell         | David Brau            |
| Gloria Forrest       | Frances Sternhagen     | Marta Martorell       |
| Phoebe               | Frances Sternhagen     | Esther Solans         |
| Kat                  | Betsy Landin           | Elisabet Bargalló     |
| Philip J. Hordern    | Tom Nowicki            | Joan Carles Gustems   |
| Alyce Connellan      | Kim Ostrenko           | Núria Domènech        |
| Donovan Peck         | Michael Roark (I)      | Hernan Fernández      |
| Pescador             | Richard Libertini      | Enric Isasi-Isasmendi |
| Sr. Doyle            | Ray McKinnon           | Xaviern Fernández     |
| Sandra Sinclair      | Ashley White           | Geni Rey              |
| Entrenador Vansky    | Rus Blackwell          | Quim Roca             |
| Conseller Fitch      | Marc Macaulay          | Xavier De Llorens     |
| Mare                 | Stacy Ann Rose         | Gemma Ibañez          |

## Diferències entre la pel·lícula i la història real
- A la pel·lícula, la Winter està varada en una platja prop de Clearwater, Florida. Un pescador assegut a la vora és qui dona la veu d'alarma i la rescata amb ajuda d'en Sawyer. A la vida real, la Winter no va ser trobada a la platja sinó a la Llacuna Mosquito (a la banda oposada de l'estat), però sí per un pescador. Primer va ser portada al centre Marine Discovery local i posteriorment traslladada al centre de Clearwater.[3]
- A la pel·lícula, la Winter ja està quasi completament crescuda al moment de ser rescatada. A la vida real, ella tenia uns dos mesos d'edat.
- A la pel·lícula es diu que la cua de la Winter és amputada a causa d'una infecció causada per la trampa de crancs. A la vida real, la pèrdua de sang a la cua (de ser estrangulada per la corda), va causar que gran part de la cua caigués per si mateixa, sent només petites parts amputades.[4]
- A la pel·lícual, el procés de desenvolupament de la pròtesi per la Winter, només dura dues setmanes i és duta a terme per un doctor a l'hospital de veterans. A la vida real, el procés per a desenvolupar una cua que li anés bé va durar diversos mesos i va ser realitzat per Kevin Carroll i Dan Strzempka de la Clínica Hanger.[3][5]
- A la pel·lícula, la Winter és rescatada durant l'estiu. A la vida real, la dofí va ser trobada el 10 de desembre de 2005 (a finals de tardor).
- A la pel·lícula el nom de la Winter és triat per la Hazel a causa de dos altres dofins anomenats Summer (estiu) i Autumn (Tardor). A la vida real, la dofí pren el seu nom per la data en què va ser rescatada.
- A la pel·lícula es diu que un huracà de nom Leroy danya l'hospital. A la vida real, aquest huracà mai va tenir lloc.

## Seqüela
El 18 de juny de 2013, Warner Bros va anunciar els plans per a una seqüela titulada Dolphin Tale 2. La seva estrena està prevista pel 12 de setembre de 2014. La continuació de la pel·lícula se centra en la relació de la Winter amb un bebè dofí, la Hope, també rescatada per l'Hospital Marí Clearwater i que actualment viu allà. L'equip va començar a rodar a l'octubre de 2013 i va acabar el juny del 2014.
Tot l'equip artístic de la primera part retornarà en els seus rols per aquesta seqüela. A més, al càsting se sumaran també, els actors Lee Karlinsky, Bethany Hamilton i Julia Jordan.